# Tata Steel 2022
Il Tata Steel Chess Tournament 2022 è stata l'84ª edizione del Torneo di scacchi di Wijk aan Zee, che si è svolta dal 14 al 30 gennaio del 2022. Il torneo è stato vinto da Magnus Carlsen, che si aggiudicò il Masters per l'ottava volta. Il grande maestro indiano Arjun Erigaisi vinse il torneo Challengers per la prima volta.

## Torneo

### Novità
Ancora penalizzato dalla Pandemia di COVID-19 in questa edizione sarà ancora assente il torneo Open a causa delle restrizioni del governo olandese. Tuttavia torna dopo due anni il torneo B, chiamato tradizionalmente Challengers. Assente anche il pubblico in sala. Dopo le polemiche occorse durante i Mondiali Rapid e Blitz di dicembre 2021 in merito al sistema di spareggio, anche gli organizzatori del Tata hanno deciso di permettere a tutti i giocatori che arrivano a pari merito al primo posto di disputare gli spareggi per stabilire il vincitore del torneo. In passato invece solo i primi due per spareggio tecnico si disputavano la vittoria del torneo. Rispetto alle edizioni precedenti è stato abolito anche l'Armageddon, sostituito dal sudden death (il Bianco ha meno tempo, ma il Nero non ottiene la vittoria con la patta).

### Formula
Sia il torneo Masters che il torneo Challengers prevedono un solo girone di round robin tra 14 partecipanti per un totale di 13 turni. Il primo classificato del torneo Masters al completamento dei turni sarebbe stato dichiarato il vincitore dell'edizione 2022 del Tata Steel. La cadenza di gioco è di 100 minuti per le prime 40 mosse, 50 minuti per le successive 20, 15 minuti per le mosse rimanenti, 30 secondi di abbuono per ogni mossa a partire dalla prima.

#### Spareggio

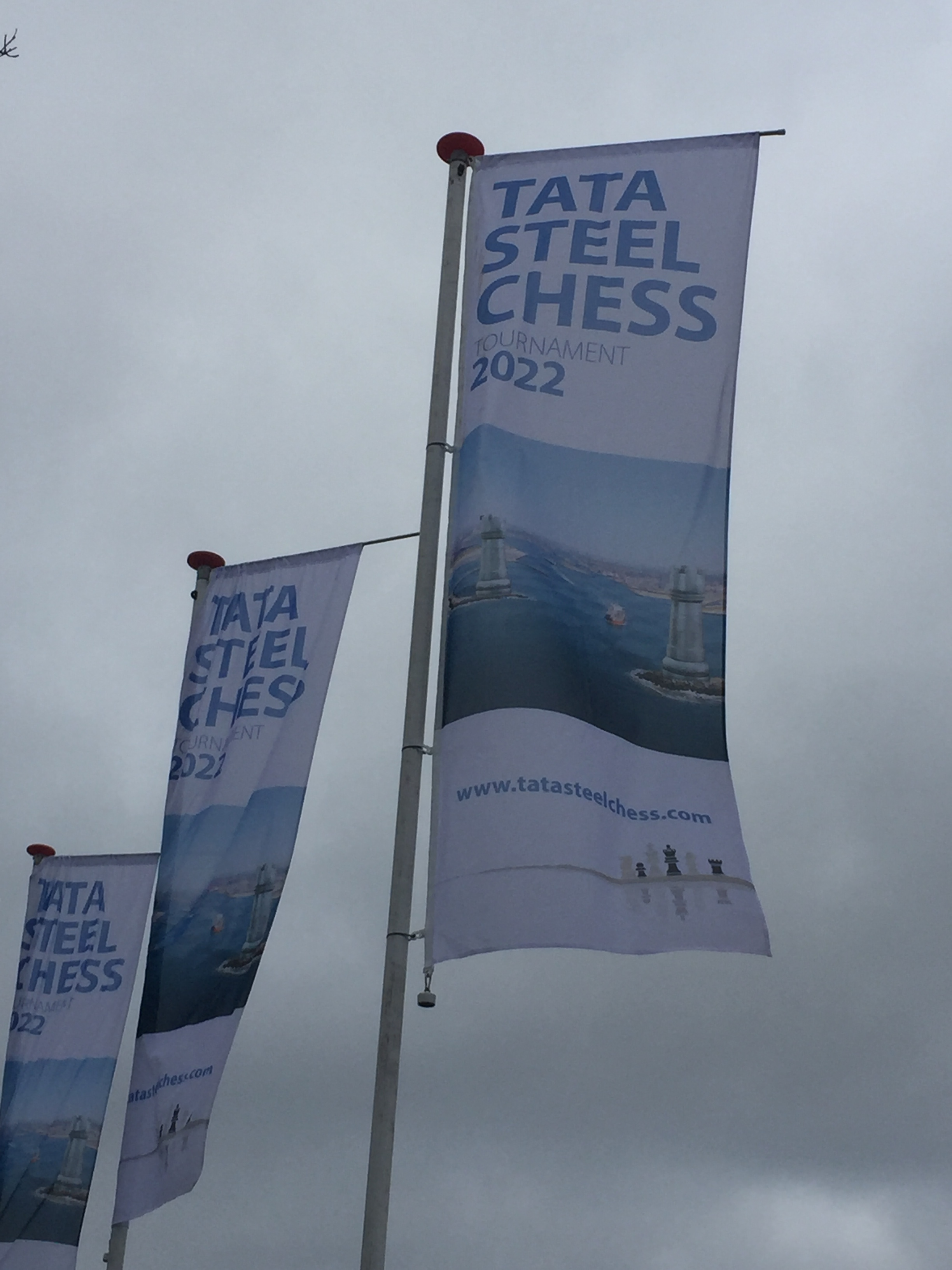
Le insegne dell'edizione 2022 di Wijk aan Zee

Sono previsti diversi casi per la formula dello spareggio per stabilire il vincitore del torneo in funzione del numero di giocatori che arriveranno a pari merito.
1. Due giocatori a pari merito: Si disputerà uno spareggio blitz di due partite a 3 minuti e 2 secondi incremento da mossa 1, in caso di ulteriore parità si disputerà una sola partita chiamata sudden death con 2 minuti e 30 secondi al bianco e 3 minuti al nero e 2 secondi di incremento da mossa 1 per entrambi. In caso di ulteriore parità si procederà ad oltranza, il giocatore che ha avuto il Nero alla prima partita sudden death avrà il Bianco per le due sudden death successive e viceversa.
2. Tre giocatori a pari merito: Si disputerà un girone a tre di sola andata, in caso di ulteriore pari merito di tutti e tre i giocatori si disputerà un nuovo girone a colori invertiti. Con un'ulteriore parità di procederà ad oltranza con i gironi all'italiana continuando a invertire i colori. Se da uno di questi gironi dovessero emergere due primi a pari merito si rientra nel caso dello spareggio a due giocatori.
3. Quattro giocatori a pari merito: si disputerà un mini-torneo a eliminazione diretta, con semifinali e finale. Le semifinali saranno sorteggiate secondo una classifica avulsa tra i quattro a pari merito, dove il primo incontra il quarto e il secondo incontra il terzo. I criteri della classifica sono:
  1. gli scontri diretti
  2. il Sonneborn-Berger
  3. il giocatore che ha avuto più volte il nero
  4. sorteggio

La finale avrà le stesse regole dello spareggio a due giocatori.
4. Cinque o più giocatori a pari merito: Anche in questo caso si disputerà un girone all'italiana di sola andata, procedendo ad oltranza e invertendo i colori finché non emergerà un vincitore o meno di cinque giocatori a pari merito. In quest'ultimo caso in funzione del numero di giocatori rimasti si rientrerà nei casi precedenti.

### Avvenimenti
Il torneo Masters viene turbato dal COVID-19, quando al settimo turno il grande maestro russo Daniil Dubov rinuncia alla sua partita contro Anish Giri. Dopo la positività al virus riscontrata nella sua cerchia di conoscenti il giocatore si è rifiutato di giocare indossando la mascherina, come da richiesta del direttore del torneo. Alla vigilia dell'undicesimo turno Dubov risulta positivo al test COVID-19 ed è costretto ad abbandonare il torneo. Le rimanenti partite di Dubov sono vinte a forfait dai suoi avversari.
La classifica vede Magnus Carlsen e Şəhriyar Məmmədyarov in lotta per la vittoria del torneo fino al nono turno, quando, appaiati in prima posizione a cinque punti e mezzo, lo scontro diretto vede trionfare il campione del mondo norvegese con i bianchi. Carlsen riuscirà a mantenere un punto di vantaggio sul secondo in classifica e a vincere il torneo con la vittoria con i neri ottenuta nei confronti dello sfidante del 2018 Fabiano Caruana al dodicesimo turno. La vittoria al penultimo consegna a Carlsen il torneo con un turno d'anticipo a causa della vittoria per forfait che avrebbe ottenuto al tredicesimo e ultimo turno con il ritiro forzato di Daniil Dubov.

## Partecipanti
Con la media elo dei partecipanti al torneo Masters che raggiunge quota 2737 il torneo rientra nella categoria XX della classificazione FIDE, che racchiude i tornei con media compresa tra i 2726 e i 2750.
| R.   | Giocatore                 | Elo  |
| ---- | ------------------------- | ---- |
| 1°   | Magnus Carlsen            | 2865 |
| 4°   | Fabiano Caruana           | 2792 |
| 7°   | Anish Giri                | 2772 |
| 9°   | Şəhriyar Məmmədyarov      | 2767 |
| 11°  | Richárd Rapport           | 2763 |
| 13°  | Jan-Krzysztof Duda        | 2760 |
| 18°  | Sergej Karjakin           | 2743 |
| 22°  | Vidit Gujrathi            | 2727 |
| 24°  | Daniil Dubov              | 2720 |
| 26°  | Andrej Esipenko           | 2714 |
| 29°  | Sam Shankland             | 2708 |
| 35°  | Jorden van Foreest        | 2702 |
| 77°  | Nils Grandelius           | 2672 |
| 195° | Rameshbabu Praggnanandhaa | 2612 |
| R.    | Giocatore             | Elo  |
| ----- | --------------------- | ---- |
| 134°  | Arjun Erigaisi        | 2632 |
| 139°  | Rinat Dzhumabaev      | 2631 |
| 152°  | Surya Shekhar Ganguly | 2627 |
| 162°  | Erwin L'Ami           | 2622 |
| 189°  | Thai Dai Van Nguyen   | 2613 |
| 206°  | Max Warmerdam         | 2607 |
| 267°  | Jonas Buhl Bjerre     | 2586 |
| 456°  | Lucas van Foreest     | 2539 |
| 503°  | Daniel Dardha         | 2532 |
| 602°  | IM Volodar Murzin     | 2519 |
| 622°  | IM Polina Šuvalova    | 2516 |
| 726°  | Marc'Andria Maurizzi  | 2502 |
| 928°  | WGM Zhu Jiner         | 2478 |
| 1205° | IM Roven Vogel        | 2452 |

## Risultati Masters
Il calendario prevedeva una giornata di riposo dopo il quarto, l'ottavo e il decimo turno.
| Turno 1 – 15 gennaio 2022 | Turno 1 – 15 gennaio 2022 | Turno 1 – 15 gennaio 2022 |
| ------------------------- | ------------------------- | ------------------------- |
| Vidit Gujrathi            | Sam Shankland             | 1-0                       |
| Fabiano Caruana           | Sergej Karjakin           | ½-½                       |
| Daniil Dubov              | Şəhriyar Məmmədyarov      | ½-½                       |
| Andrej Esipenko           | Magnus Carlsen            | ½-½                       |
| Anish Giri                | Praggnanandhaa            | ½-½                       |
| Jan-Krzysztof Duda        | Richárd Rapport           | 1-0                       |
| Jorden van Foreest        | Nils Grandelius           | 1-0                       |

| Turno 3 – 17 gennaio 2022 | Turno 3 – 17 gennaio 2022 | Turno 3 – 17 gennaio 2022 |
| ------------------------- | ------------------------- | ------------------------- |
| Fabiano Caruana (1)       | Sam Shankland (½)         | ½-½                       |
| Daniil Dubov (1)          | Vidit Gujrathi (1½)       | 0-1                       |
| Andrej Esipenko (1)       | Sergej Karjakin (1)       | 1-0                       |
| Anish Giri (½)            | Şəhriyar Məmmədyarov (1)  | ½-½                       |
| Jan-Krzysztof Duda (1½)   | Magnus Carlsen (1½)       | ½-½                       |
| Jorden van Foreest (1)    | Praggnanandhaa (1)        | 1-0                       |
| Nils Grandelius (½)       | Richárd Rapport (1)       | 0-1                       |

| Turno 5 – 20 gennaio 2022 | Turno 5 – 20 gennaio 2022 | Turno 5 – 20 gennaio 2022 |
| ------------------------- | ------------------------- | ------------------------- |
| Daniil Dubov (1½)         | Sam Shankland (1½)        | ½-½                       |
| Andrej Esipenko (2½)      | Fabiano Caruana (2)       | ½-½                       |
| Anish Giri (1½)           | Vidit Gujrathi (3)        | ½-½                       |
| Jan-Krzysztof Duda (2)    | Sergej Karjakin (1½)      | ½-½                       |
| Jorden van Foreest (2½)   | Şəhriyar Məmmədyarov (2½) | 0-1                       |
| Nils Grandelius (½)       | Magnus Carlsen (2½)       | ½-½                       |
| Richárd Rapport (2½)      | Praggnanandhaa (2)        | 1-0                       |

| Turno 7 – 22 gennaio 2022 | Turno 7 – 22 gennaio 2022 | Turno 7 – 22 gennaio 2022 |
| ------------------------- | ------------------------- | ------------------------- |
| Andrej Esipenko (3½)      | Sam Shankland (2½)        | ½-½                       |
| Anish Giri (3)            | Daniil Dubov (2½)         | 1F-0F                     |
| Jan-Krzysztof Duda (3)    | Fabiano Caruana (2½)      | 0-1                       |
| Jorden van Foreest (2½)   | Vidit Gujrathi (4)        | 1-0                       |
| Nils Grandelius (1½)      | Sergej Karjakin (3)       | ½-½                       |
| Richárd Rapport (3½)      | Şəhriyar Məmmədyarov (4)  | ½-½                       |
| Praggnanandhaa (2½)       | Magnus Carlsen (4)        | 0-1                       |

| Turno 9 – 25 gennaio 2022 | Turno 9 – 25 gennaio 2022 | Turno 9 – 25 gennaio 2022 |
| ------------------------- | ------------------------- | ------------------------- |
| Anish Giri (5)            | Sam Shankland (3½)        | 1-0                       |
| Jan-Krzysztof Duda (3½)   | Andrej Esipenko (4)       | ½-½                       |
| Jorden van Foreest (4)    | Daniil Dubov (3)          | ½-½                       |
| Nils Grandelius (2)       | Fabiano Caruana (4)       | 0-1                       |
| Richárd Rapport (4½)      | Vidit Gujrathi (5)        | ½-½                       |
| Praggnanandhaa (2½)       | Sergej Karjakin (4)       | 0-1                       |
| Magnus Carlsen (5½)       | Şəhriyar Məmmədyarov (5½) | 1-0                       |

| Turno 11 – 28 gennaio 2022 | Turno 11 – 28 gennaio 2022 | Turno 11 – 28 gennaio 2022 |
| -------------------------- | -------------------------- | -------------------------- |
| Jan-Krzysztof Duda (4½)    | Sam Shankland (4)          | ½-½                        |
| Jorden van Foreest (4½)    | Anish Giri (6½)            | 1-0                        |
| Nils Grandelius (3)        | Andrej Esipenko (5½)       | ½-½                        |
| Richárd Rapport (6)        | Daniil Dubov (4½)          | 1F-0F                      |
| Praggnanandhaa (3½)        | Fabiano Caruana (5)        | 0-1                        |
| Magnus Carlsen (7)         | Vidit Gujrathi (5½)        | ½-½                        |
| Şəhriyar Məmmədyarov (6)   | Sergej Karjakin (5½)       | ½-½                        |

| Turno 13 – 30 gennaio 2022 | Turno 13 – 30 gennaio 2022 | Turno 13 – 30 gennaio 2022 |
| -------------------------- | -------------------------- | -------------------------- |
| Jorden van Foreest (6)     | Sam Shankland (5½)         | 1-0;                       |
| Nils Grandelius (4)        | Jan-Krzysztof Duda (5½)    | ½-½                        |
| Richárd Rapport (7½)       | Anish Giri (7)             | ½-½                        |
| Praggnanandhaa (4½)        | Andrej Esipenko (6½)       | 1-0                        |
| Magnus Carlsen (8½)        | Daniil Dubov (4½)          | 1F-0F                      |
| Şəhriyar Məmmədyarov (7½)  | Fabiano Caruana (6)        | ½-½                        |
| Sergej Karjakin (6)        | Vidit Gujrathi (6)         | 1-0                        |

| Turno 2 – 16 gennaio 2022 | Turno 2 – 16 gennaio 2022 | Turno 2 – 16 gennaio 2022 |
| ------------------------- | ------------------------- | ------------------------- |
| Sam Shankland (0)         | Nils Grandelius (0)       | ½-½                       |
| Richárd Rapport (0)       | Jorden van Foreest (1)    | 1-0                       |
| Praggnanandhaa (½)        | Jan-Krzysztof Duda (1)    | ½-½                       |
| Magnus Carlsen (½)        | Anish Giri (½)            | 1-0                       |
| Şəhriyar Məmmədyarov (½)  | Andrej Esipenko (½)       | ½-½                       |
| Sergej Karjakin (½)       | Daniil Dubov (½)          | ½-½                       |
| Vidit Gujrathi (1)        | Fabian Caruana (½)        | ½-½                       |

| Turno 4 – 18 gennaio 2022 | Turno 4 – 18 gennaio 2022 | Turno 4 – 18 gennaio 2022 |
| ------------------------- | ------------------------- | ------------------------- |
| Sam Shankland (1)         | Richárd Rapport (2)       | ½-½                       |
| Praggnanandha (1)         | Nils Grandelius (½)       | 1-0                       |
| Magnus Carlsen (2)        | Jorden van Foreest (2)    | ½-½                       |
| Şəhriyar Məmmədyarov (1½) | Jan-Krzysztof Duda (2)    | 1-0                       |
| Sergej Karjakin (1)       | Anish Giri (1)            | ½-½                       |
| Vidit Gujrathi (2½)       | Andrej Esipenko (2)       | ½-½                       |
| Fabiano Caruana (1½)      | Daniil Dubov (1)          | ½-½                       |

| Turno 6 – 21 gennaio 2022 | Turno 6 – 21 gennaio 2022 | Turno 6 – 21 gennaio 2022 |
| ------------------------- | ------------------------- | ------------------------- |
| Sam Shankland (2)         | Praggnanandhaa (2)        | ½-½                       |
| Magnus Carlsen (3)        | Richárd Rapport (3½)      | 1-0                       |
| Şəhriyar Məmmədyarov (3½) | Nils Grandelius (1)       | ½-½                       |
| Sergej Karjakin (2)       | Jorden van Foreest (2½)   | 1-0                       |
| Vidit Gujrathi (3½)       | Jan-Krzysztof Duda (2½)   | ½-½                       |
| Fabiano Caruana (2½)      | Anish Giri (2)            | 0-1                       |
| Daniil Dubov (2)          | Andrej Esipenko (3)       | ½-½                       |

| Turno 8 – 23 gennaio 2022 | Turno 8 – 23 gennaio 2022 | Turno 8 – 23 gennaio 2022 |
| ------------------------- | ------------------------- | ------------------------- |
| Sam Shankland (3)         | Magnus Carlsen (5)        | ½-½                       |
| Şəhriyar Məmmədyarov (4½) | Praggnanandhaa (2½)       | 1-0                       |
| Sergej Karjakin (3½)      | Richárd Rapport (4)       | ½-½                       |
| Vidit Gujrathi (4)        | Nils Grandelius (2)       | 1-0                       |
| Fabiano Caruana (3½)      | Jorden van Foreest (3½)   | ½-½                       |
| Daniil Dubov (2½)         | Jan-Krzysztof Duda (3)    | ½-½                       |
| Andrej Esipenko (4)       | Anish Giri (4)            | 0-1                       |

| Turno 10 – 26 gennaio 2022 | Turno 10 – 26 gennaio 2022 | Turno 10 – 26 gennaio 2022 |
| -------------------------- | -------------------------- | -------------------------- |
| Sam Shankland (3½)         | Şəhriyar Məmmədyarov (5½)  | ½-½                        |
| Sergej Karjakin (5)        | Magnus Carlsen (6½)        | ½-½                        |
| Vidit Gujrathi (5½)        | Praggnanandhaa (2½)        | 0-1                        |
| Fabiano Caruana (5)        | Richárd Rapport (5)        | 0-1                        |
| Daniil Dubov (4½)          | Nils Grandelius (2)        | 0-1                        |
| Andrej Esipenko (4½)       | Jorden van Foreest (4½)    | 1-0                        |
| Anish Giri (6)             | Jan Krzysztof Duda (4)     | ½-½                        |

| Turno 12 – 29 gennaio 2022 | Turno 12 – 29 gennaio 2022 | Turno 12 – 29 gennaio 2022 |
| -------------------------- | -------------------------- | -------------------------- |
| Sam Shankland (4½)         | Sergej Karjakin (6)        | 1-0                        |
| Vidit Gujrathi (6)         | Şəhriyar Məmmədyarov (6½)  | 0-1                        |
| Fabiano Caruana (6)        | Magnus Carlsen (7½)        | 0-1                        |
| Daniil Dubov (4½)          | Praggnanandhaa (3½)        | 0F-1F                      |
| Andrej Esipenko (6)        | Richárd Rapport (7)        | ½-½                        |
| Anish Giri (6½)            | Nils Grandelius (3½)       | ½-½                        |
| Jan-Krzysztof Duda (5)     | Jorden van Foreest (5½)    | ½-½                        |

## Classifiche
|    | Giocatore                         | Elo  | RP   | SB    | 1 | 2 | 3 | 4 | 5 | 6 | 7 | 8 | 9 | 10 | 11 | 12 | 13 | 14 | Totale |
| -- | --------------------------------- | ---- | ---- | ----- | - | - | - | - | - | - | - | - | - | -- | -- | -- | -- | -- | ------ |
| 1  | Magnus Carlsen (Norvegia)         | 2865 | 2881 | 60.25 |   | 1 | 1 | 1 | ½ | ½ | ½ | 1 | ½ | ½  | ½  | 1  | ½  | 1  | 9.5    |
| 2  | Şəhriyar Məmmədyarov (Azerbaijan) | 2767 | 2818 | 49    | 0 |   | ½ | ½ | ½ | 1 | ½ | ½ | 1 | 1  | ½  | 1  | ½  | ½  | 8      |
| 3  | Richárd Rapport (Ungheria)        | 2763 | 2820 | 47.25 | 0 | ½ |   | ½ | ½ | 1 | ½ | 1 | 0 | ½  | ½  | 1  | 1  | 1  | 8      |
| 4  | Anish Giri (Paesi Bassi)          | 2772 | 2790 | 44.5  | 0 | ½ | ½ |   | ½ | 0 | 1 | 1 | ½ | ½  | 1  | ½  | ½  | 1  | 7.5    |
| 5  | Sergej Karjakin (Russia)          | 2743 | 2738 | 45.25 | ½ | ½ | ½ | ½ |   | 1 | 0 | ½ | ½ | 1  | 0  | 1  | ½  | ½  | 7      |
| 6  | Jorden van Foreest (Paesi Bassi)  | 2702 | 2742 | 41.75 | ½ | 0 | 0 | 1 | 0 |   | 0 | ½ | ½ | 1  | 1  | 1  | 1  | ½  | 7      |
| 7  | Andrej Esipenko (Russia)          | 2714 | 2778 | 42.75 | ½ | ½ | ½ | 0 | 1 | 1 |   | ½ | ½ | ½  | ½  | 0  | ½  | ½  | 6.5    |
| 8  | Fabiano Caruana (Stati Uniti)     | 2792 | 2730 | 37.75 | 0 | ½ | 0 | 0 | ½ | ½ | ½ |   | 1 | ½  | ½  | 1  | 1  | ½  | 6.5    |
| 9  | Jan-Krzysztof Duda (Polonia)      | 2760 | 2712 | 39.25 | ½ | 0 | 1 | ½ | ½ | ½ | ½ | 0 |   | ½  | ½  | ½  | ½  | ½  | 6      |
| 10 | Vidit Gujrathi (India)            | 2727 | 2737 | 35.5  | ½ | 0 | ½ | ½ | 0 | 0 | ½ | ½ | ½ |    | 1  | 0  | 1  | 1  | 6      |
| 11 | Sam Shankland (Stati Uniti)       | 2708 | 2713 | 36    | ½ | ½ | ½ | 0 | 1 | 0 | ½ | ½ | ½ | 0  |    | ½  | ½  | ½  | 5.5    |
| 12 | Rameshbabu Praggnanandhaa (India) | 2612 | 2660 | 30    | 0 | 0 | 0 | ½ | 0 | 0 | 1 | 0 | ½ | 1  | ½  |    | 1  | 1  | 5.5    |
| 13 | Nils Grandelius (Svezia)          | 2672 | 2621 | 28.5  | ½ | ½ | 0 | ½ | ½ | 0 | ½ | 0 | ½ | 0  | ½  | 0  |    | 1  | 4.5    |
| 14 | Daniil Dubov (Russia)             | 2720 | 2574 | 23.25 | 0 | ½ | 0 | 0 | ½ | ½ | ½ | ½ | ½ | 0  | ½  | 0  | 0  |    | 3.5    |